# Château-Fort de Lourdes

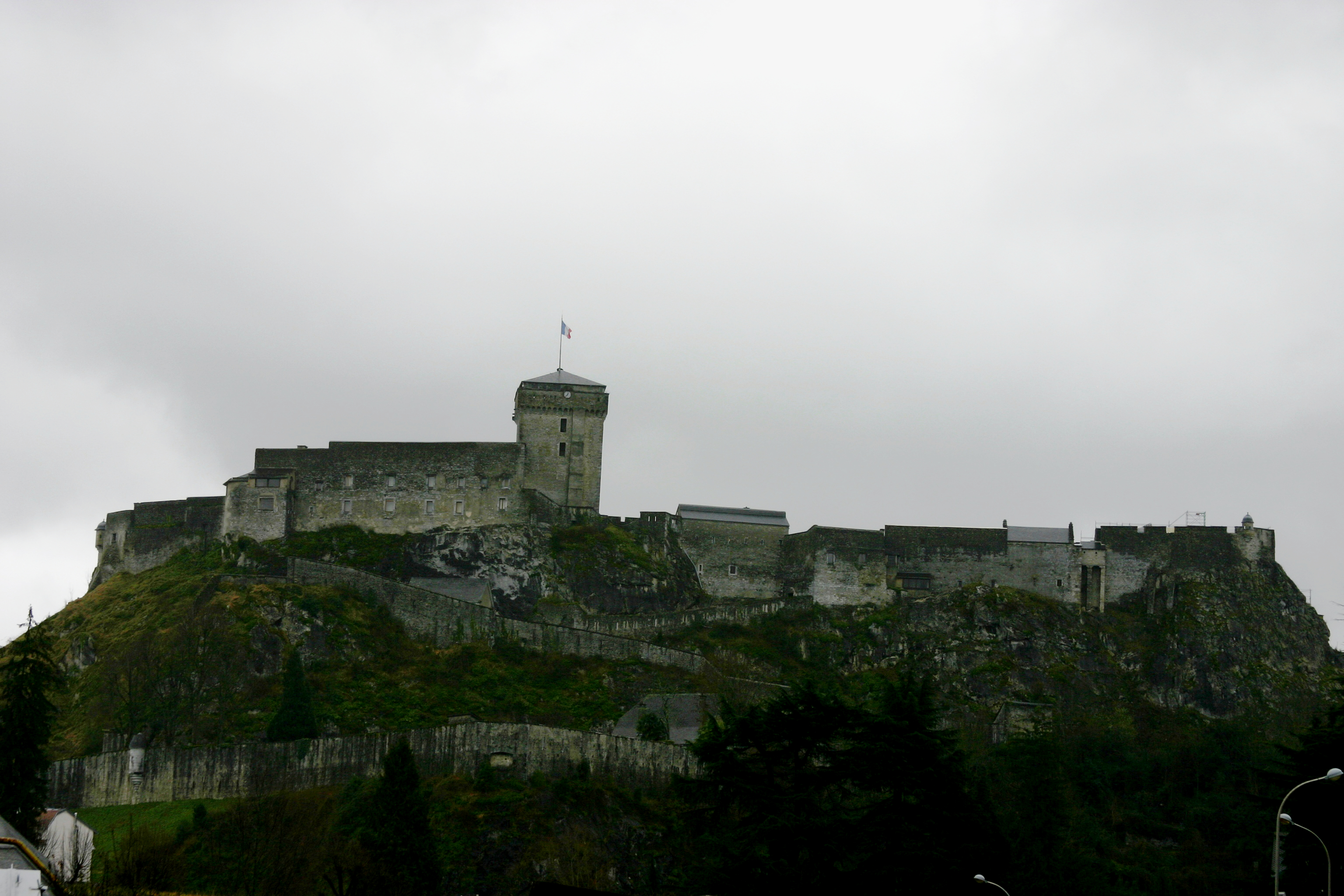
Castelo de Lourdes, França: vista diurna.

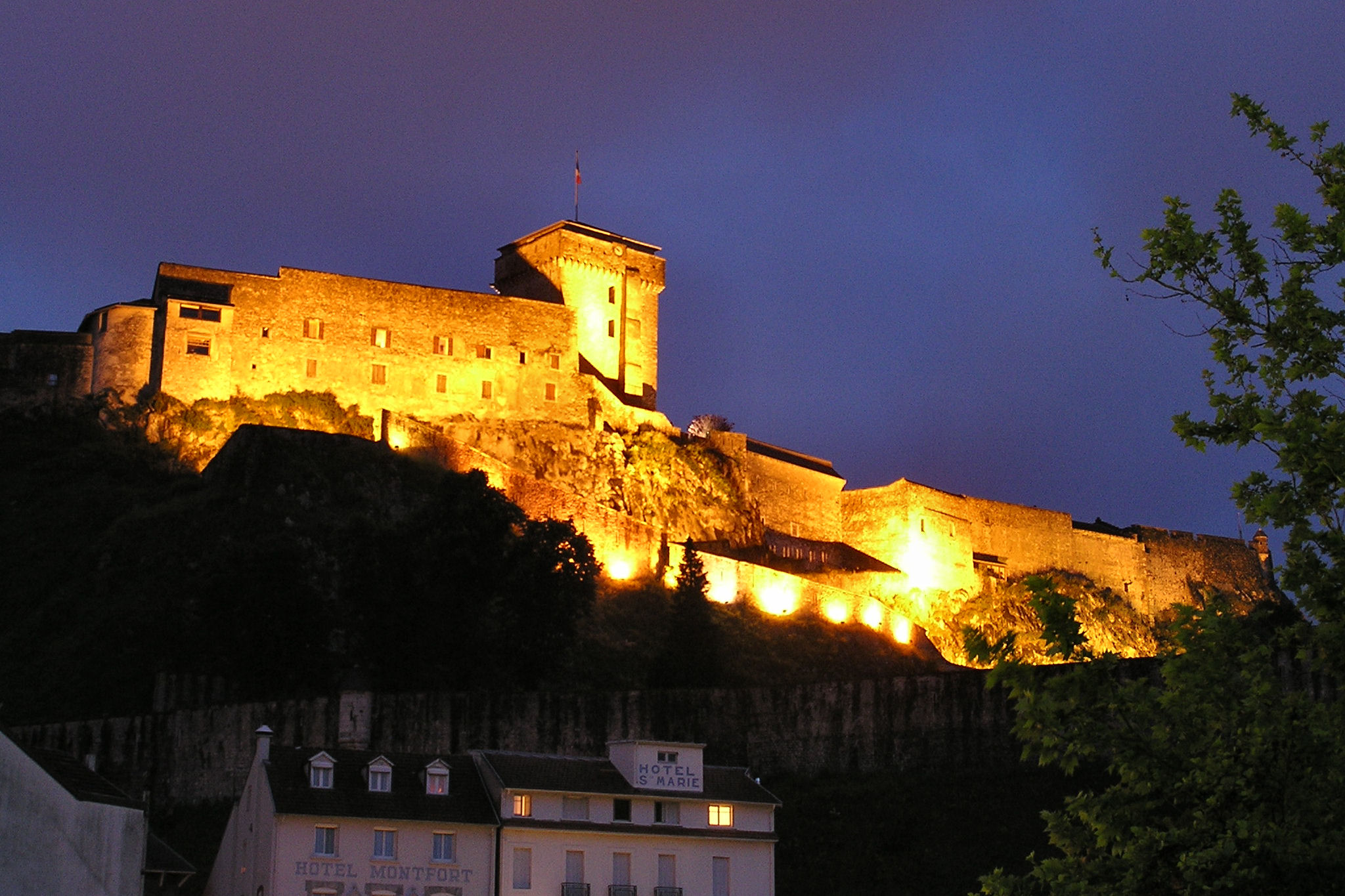
Castelo de Lourdes, França: vista noturna.

O Château-Fort de Lourdes é um castelo, na região do Midi-Pyrénées, localiza-se na cidade de Lourdes, no sudoeste da França.